# Megalopta peruana
Megalopta peruana là một loài Hymenoptera trong họ Halictidae. Loài này được Friese mô tả khoa học năm 1926.